# Rainer Schmeltzer

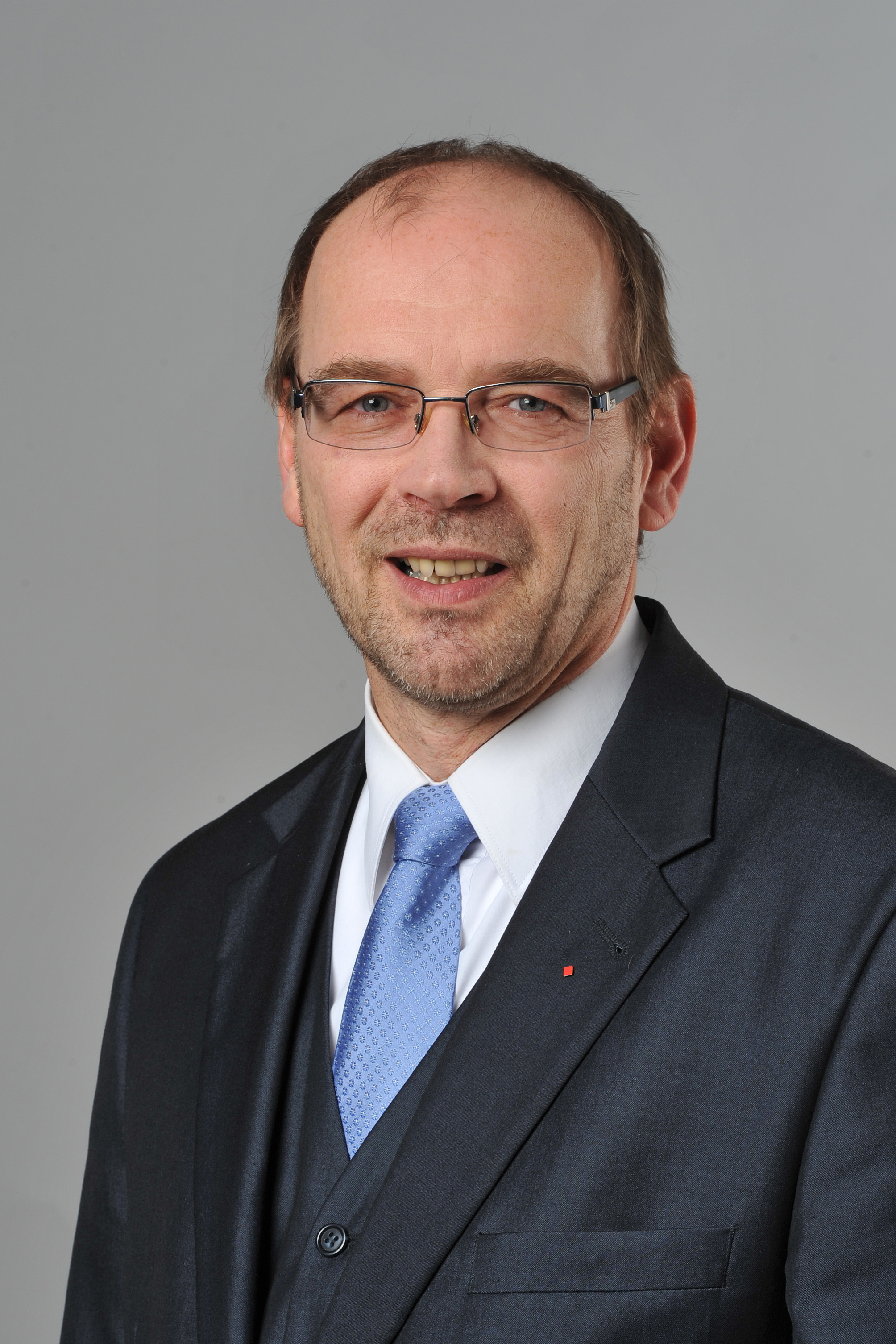
Rainer Schmeltzer, 2013

Rainer Schmeltzer (* 7. Januar 1961 in Lünen) ist ein deutscher Politiker (SPD). Seit dem Jahr 2000 ist er Mitglied des Landtags von Nordrhein-Westfalen und wurde am 1. Juni 2022 zu dessen 1. Vizepräsidenten gewählt. Zuvor war Schmeltzer von 2015 bis 2017 Minister für Arbeit, Integration und Soziales des Landes Nordrhein-Westfalen im Kabinett Kraft II.

## Ausbildung und Beruf
Nach dem Erhalt der Mittleren Reife machte Schmeltzer in den Jahren 1977 bis 1980 eine Ausbildung zum Kaufmann in der Grundstücks- und Wohnungswirtschaft und arbeitete in seinem Beruf (ab 1985 als Wohnungsfachwirt) von 1980 bis 1992 bei der Dortmunder Gemeinnützigen Wohnungsgesellschaft mbH.
Schmeltzer trat der ÖTV 1979 bei. Von 1992 bis 1995 war er als Gewerkschaftssekretär im Büro des Hauptvorstandes in Berlin tätig. Danach war er von 1995 bis 2000 Gewerkschaftssekretär der ÖTV in der Kreisverwaltung Unna.
Schmeltzer ist verheiratet und hat einen Sohn.

## Politik
Schmeltzer ist seit Februar 1977 Mitglied der SPD. Als solches hatte er diverse Posten als Vorstandsmitglied oder stellvertretender Vorsitzender oder Vorsitzender in SPD- und auch Juso-Ortsvereinen inne. Unter anderem ist er seit 1996 Mitglied im Vorstand des SPD-Ortsvereins Lünen-Niederaden und war dort von 1998 bis 2002 stellvertretender Vorsitzender.
In den Jahren 1997 bis 2002 war Schmeltzer Vorsitzender der Arbeitsgemeinschaft für Arbeitnehmerfragen (AfA) im Unterbezirk Unna und war von 2002 bis 2006 Vorsitzender des AfA-Landesverbandes Nordrhein-Westfalen. Bereits von 1989 bis 1992 war er Mitglied des Vorstands des AfA-Unterbezirkes Dortmund gewesen.
Seit dem 2. Juni 2000 ist Schmeltzer Abgeordneter des nordrhein-westfälischen Landtages, zunächst für den Landtagswahlkreis Unna III – Hamm II, seit 2005 für den Wahlkreis Unna II, und dort 2005 stellvertretender Vorsitzender der SPD-Landtagsfraktion.
Am 21. September 2015 wurde er mit Wirkung zum 1. Oktober 2015 zum Minister für Arbeit, Integration und Soziales des Landes Nordrhein-Westfalen berufen. Seine Amtszeit endete im Juni 2017. Dem Landtag gehört er als im Landtagswahlkreis Unna II direkt gewählter Kandidat weiterhin an.
2020 kandidierte Schmeltzer um das Amt des Bürgermeisters der Stadt Lünen. Bei der Wahl am 13. September erzielte er 40,85 Prozent der gültigen Stimmen. Bei der darauffolgenden Stichwahl wurde er auch von der CDU unterstützt und erhielt 48,86 Prozent der gültigen Stimmen, womit er Amtsinhaber Jürgen Kleine-Frauns sehr knapp unterlag.
Am 1. Juni 2022 wurde Schmeltzer auf Vorschlag der SPD-Fraktion zum 1. Vizepräsidenten des nordrhein-westfälischen Landtags gewählt.